# Linhevenator
Linhevenator – rodzaj teropoda z rodziny troodontów (Troodontidae). Żył w późnej kredzie na terenach współczesnej Azji.
Gatunek typowy rodzaju, L. tani, został opisany w 2011 roku przez Xu Xinga i współpracowników. Nazwa pochodzi od Linhe, gdzie odnaleziono jego szczątki, oraz łacińskiego słowa venator („łowca”), natomiast epitet gatunkowy honoruje paleontologa Tana Lina. Holotypem jest niekompletny szkielet (LH V0021) odkryty w 2009 roku w kampańskich osadach formacji Wulansuhai w Bayan Mandahu w Mongolii Zewnętrznej. Obejmuje on czaszkę wraz z żuchwą, sześć kręgów tułowiowych, prawe łopatkę i kość ramienną, obie kości kulszowe, lewą kość udową, niemal kompletną lewą stopę i inne fragmentaryczne kości.

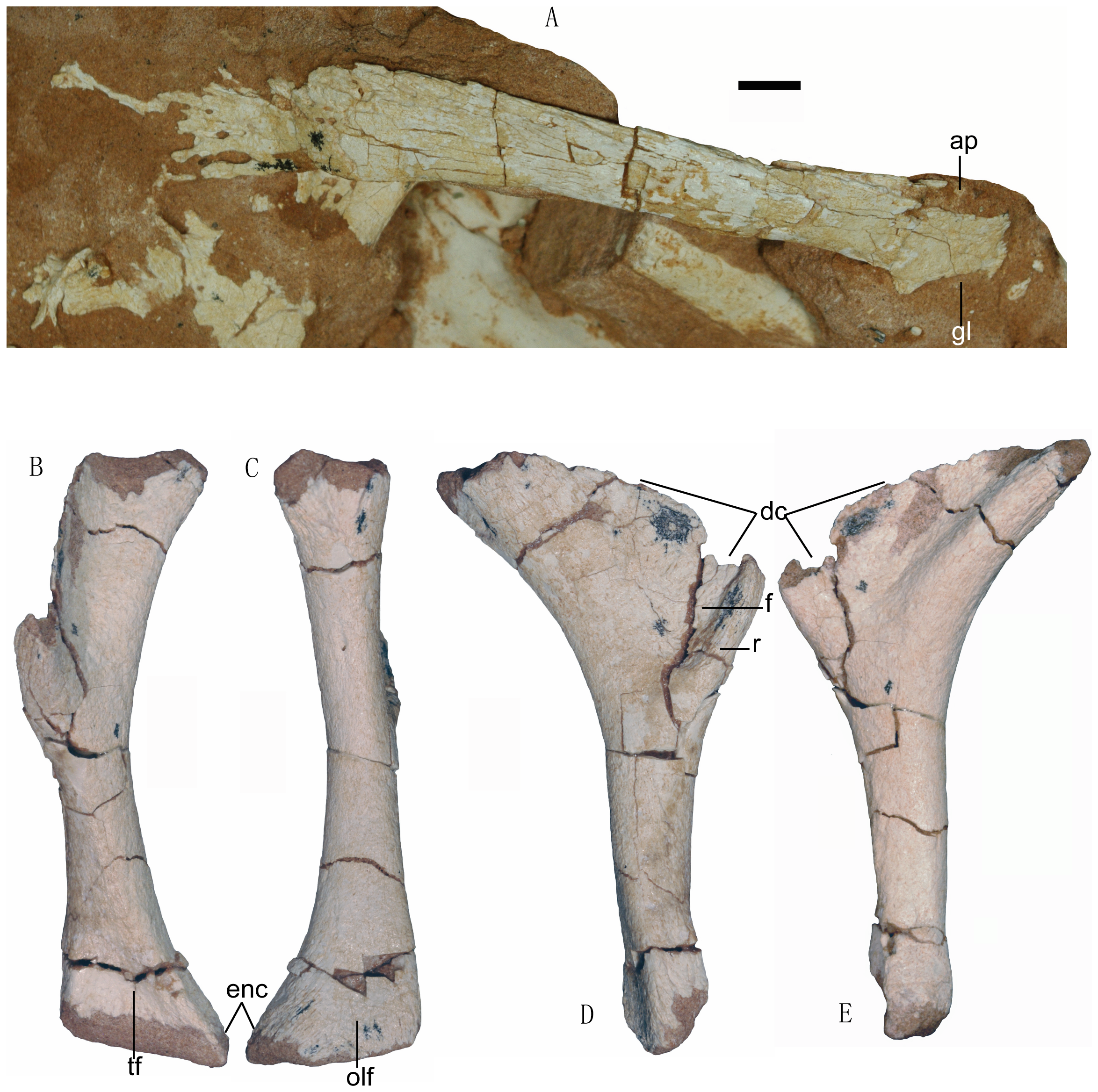
Obręcz barkowa i kości kończyn przednich

Całkowite zamknięcie szwów neurocentralnych w kręgach sugeruje, że holotyp Linhevenator jest osobnikiem dorosłym. Czaszka mierzy około 22 cm długości, czyli w przybliżeniu tyle, ile czaszka holotypu zaurornitoida. Linhevenator osiągał spore rozmiary jak na przedstawiciela Troodontidae: szacowana długość kości udowej wynosi około 24 cm, co pozwala ocenić masę zwierzęcia na około 23 kg. Od innych znanych troodontów odróżniają go: kość jarzmowa z bocznym kołnierzem (ang. lateral flange), grzebień nadkątowy skierowany przednio-brzusznie, przyśrodkowe rozszerzenie przy dystalnym końcu kości udowej oraz szeroki podłużny rowek przebiegający wzdłuż dystalnej części III kości śródstopia. Jego najistotniejszą cechą jest jednak znaczne skrócenie kończyn przednich: kość ramienna osiąga zaledwie 40% długości kości udowej. Jest ona jednak znacznie masywniejsza niż u bazalnych troodontów: szerokość jej dystalnego zakończenia odpowiada 29% długości kości, podczas gdy u wielu bazalnych troodonów współczynnik ten nie przekracza 15%. U Linhevenator grzebień naramienny, prawdopodobnie będący miejscem przyczepu mięśni naramiennego i piersiowego, oraz jego dół boczny, są lepiej wykształcone niż u bazalnych troodontów, co dowodzi dużych rozmiarów powyższych mięśni, co może sugerować, że Linhevenator używał rąk do polowania (nie jest jednak pewne, czym dokładnie żywiły się troodonty).

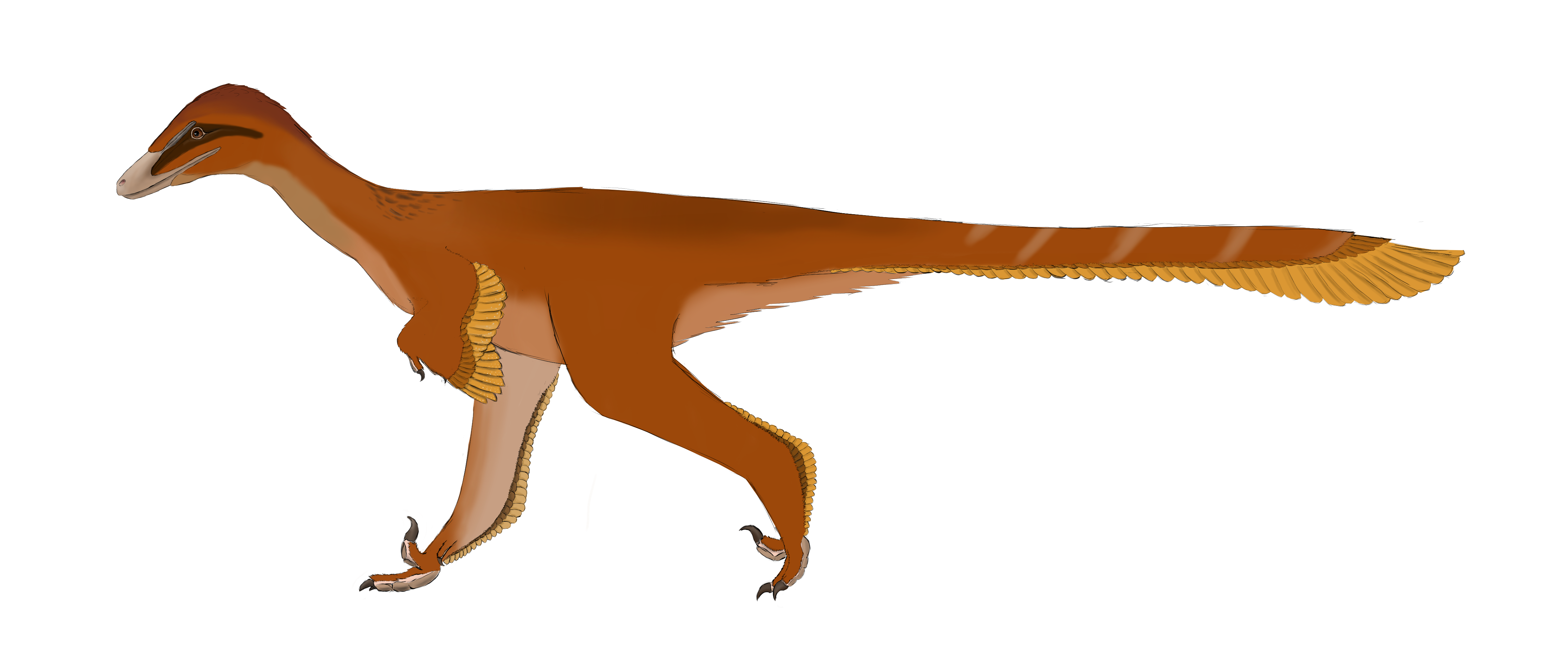
Artystyczna wizja Linhevenator

Analiza filogenetyczna potwierdziła przypuszczenia autorów, że Linhevenator jest zaawansowanym troodontem – według niej zajmuje on pozycję siostrzaną dla Troodon formosus i kladu obejmującego gatunki Saurornithoides mongoliensis i Zanabazar junior. Niektóre cechy łączące go z bazalnymi troodontami, takimi jak Sinovenator, Byronosaurus i być może Mei, są prawdopodobnie wynikiem konwergencji.